# Kei Kohara
Kei Kohara（けい こうはら）は日本のDJ。神奈川県出身。ユニバーサルミュージックのSilly Spider Musicより、EP「Midnight Express」でメジャー・デビュー。TM NETWORKのオフィシャルトリビュート・アルバム『WE LOVE TM NETWORK』に星野奏子等と一緒に参加している。TM NETWORKの6thアルバム『CAROL 〜A DAY IN A GIRL'S LIFE 1991〜』収録曲「STILL LOVE HER（失われた風景）」をカバーした「Still Love Her (TM NETWORK Tribute Mix)」をiTunes Storeより発表している。

## ディスコグラフィ

### アルバム
- Summer Night Fever （2006年）
- Heavenly Sunshine（2007年）
- Endless Summer（2008年）

### 企画アルバム
- I LOVE TM NETWORK（2008年）
- WE LOVE TM NETWORK（2009年）
- CLUB COLOSSEUM -TM NETWORK Tribute-（2010年）